# الانتخابات العامة النيوزيلندية 2020
أُجريت الانتخابات العامة لنيوزيلندا لعام 2020 يوم السبت 17 أكتوبر 2020  لتحديد عضوية البرلمان النيوزيلندي الثالث والخمسين . تم انتخاب البرلمان السابق في 23 سبتمبر 2017 وتم حله رسميًا في 6 سبتمبر 2020. وهُزم الحزب الوطني المعارض الذي تمثله جوديث كولينز والتي تقوده منذ 22 يوليو 2020 بهزيمة ساحقة من قبل حزب العمال بقيادة رئيس الوزراء الحالي جاسيندا أرديرن.
كانت هذه هي المرة الأولى التي يحصل فيها حزب سياسي نيوزيلندي على أغلبية المقاعد بموجب نظام التصويت MMP ، وأكبر فوز سياسي لحزب واحد في تاريخ نيوزيلندا.
شارك أيضاً حزب نيوزيلندا أولا بالانتخابات.

## النظام الانتخابي
تستخدم نيوزيلندا نظام التصويت النسبي المختلط (MMP) لانتخاب مجلس النواب. يحصل كل ناخب على صوتين، أحدهما لحزب سياسي (تصويت الحزب) والآخر لمرشح محلي (تصويت الناخبين). الأحزاب السياسية التي تحقق الحد الأدنى (5٪ من أصوات الحزب أو مقعد انتخابي واحد) تحصل على مقاعد في مجلس النواب بما يتناسب مع النسبة المئوية من أصوات الحزب التي تحصل عليها. يتم شغل 72 مقعدًا من 120 مقعدًا من قبل نواب منتخبين من الناخبين، ويتم تحديد الفائز في كل دائرة انتخابية بأسلوب آخر سابق (أي تفوز معظم الأصوات). يتم شغل المقاعد الـ 48 المتبقية بمرشحين من قائمة الأحزاب المغلقة لكل حزب. إذا فاز حزب المزيد من الناخبين من المقاعد يحق لها بموجب تصويت للحزب، وهو عبء النتائج؛ في هذه الحالة، سيضيف المنزل مقاعد إضافية لتغطية العبء.

### حدود الناخبين

تظهر الحدود الانتخابية لعام 2014 الناخبين بدافع التسامح في أعقاب تعداد 2018 والخيار الانتخابي الماوري. الناخبون الحمر هم أكثر من 5٪ فوق الحصة وبالتالي يجب خفض عدد السكان. الناخبون الأزرقون أقل من الحصة بنسبة 5٪ وبالتالي يجب أن يضيفوا عددًا من السكان.

## جدول وتوقيت الانتخابات

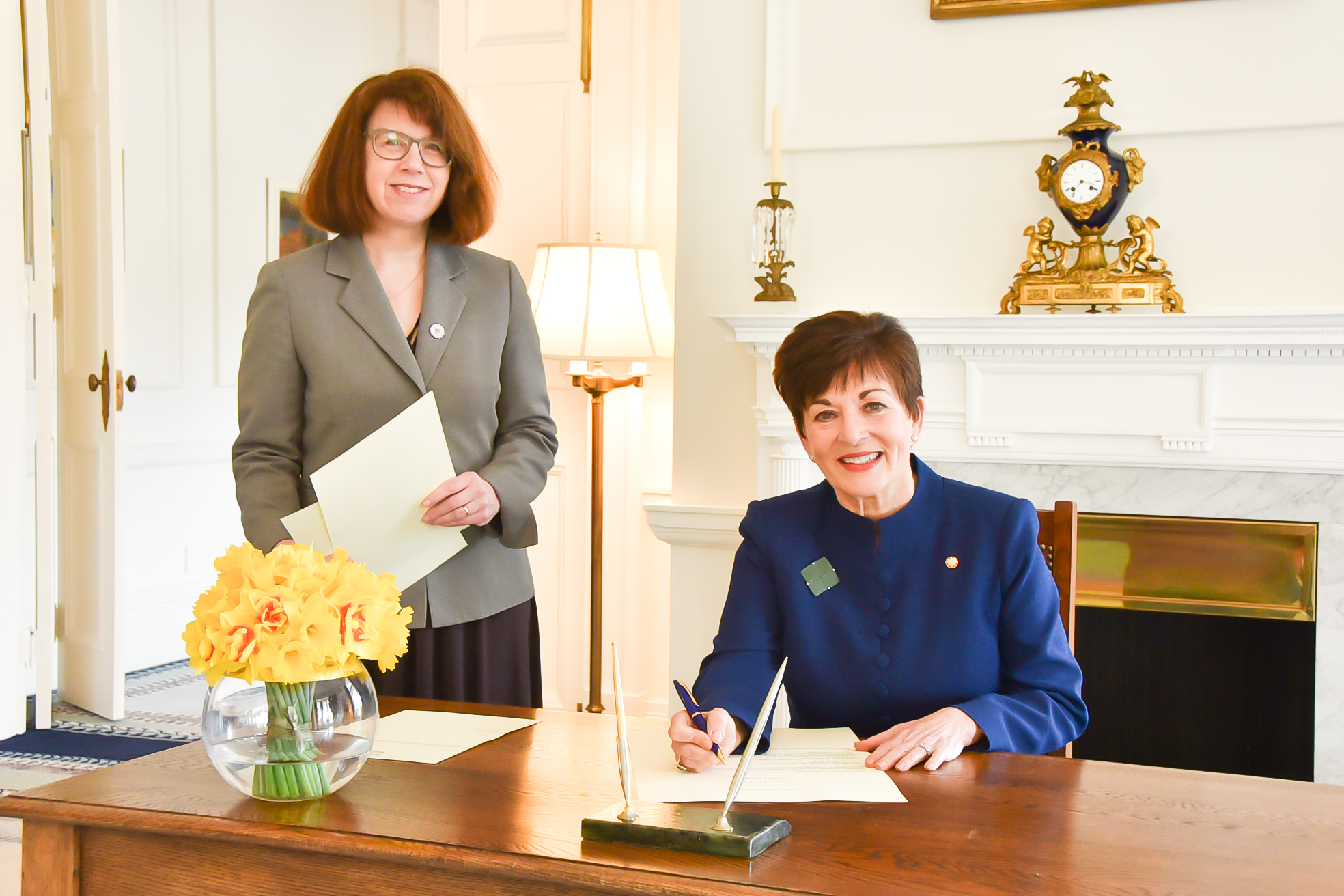
تصدر الحاكم العام دام باتسي ريدي (يمينًا) أمر الانتخاب أمام كبير مسؤولي الانتخابات، أليسيا رايت (يسار) ، في 13 سبتمبر 2020.

ما لم تتم الدعوة لإجراء انتخابات مبكرة أو تم تحديد موعد الانتخابات للتحايل على إجراء انتخابات فرعية، يتم إجراء انتخابات عامة كل ثلاث سنوات. جرت الانتخابات السابقة في 23 سبتمبر 2017.
الجدول الزمني للانتخابات العامة هو كما يلي:
| 28 يناير 2020 (الثلاثاء)  | رئيسة الوزراء جاسيندا أرديرن تعلن عن إجراء الانتخابات العامة في 19 سبتمبر. |
| 6 يوليو 2020 (الإثنين)    | مفوضية الانتخابات تبدأ حملة تحديث التسجيل. |
| 18 يوليو 2020 (السبت)     | يمكن إقامة لوحات انتخابية (تخضع لقواعد المجلس المحلي). |
| 17 أغسطس 2020 (الإثنين)   | غيرت رئيسة الوزراء جاسيندا أرديرن موعد الانتخابات إلى 17 أكتوبر. |
| 18 أغسطس 2020 (الثلاثاء)  | تبدأ فترة الإعلان عن الانتخابات المنظمة. |
| 6 سبتمبر 2020 (الأحد)     | تم حل البرلمان الثاني والخمسين. |
| 13 سبتمبر 2020 (الأحد)    | يوم الكتابة - الحاكم العام يصدر توجيهًا رسميًا إلى مفوضية الانتخابات لإجراء الانتخابات. آخر يوم للتسجيل بشكل اعتيادي للتصويت (يجب أن يُدلي التسجيل المتأخر بأصوات خاصة) بدء الحملة الرسمية. يبدأ الإعلان في الراديو والتلفزيون |
| 17 سبتمبر 2020 (الخميس)   | الموعد النهائي (12:00) للأحزاب المسجلة لتقديم الترشيحات الجماعية للمرشحين والقوائم الحزبية. |
| 18 سبتمبر 2020 (الجمعة)   | الموعد النهائي (12:00) للمرشحين الأفراد لتقديم الترشيحات. |
| 30 سبتمبر 2020 (الأربعاء) | يبدأ التصويت في الخارج |
| 3 أكتوبر 2020 (السبت)     | يبدأ التصويت المسبق |
| 16 أكتوبر 2020 (الجمعة)   | انتهاء التصويت المسبق والخارج. آخر يوم للتسجيل للتصويت (باستثناء الحضور الشخصي في مراكز الاقتراع). انتهاء فترة الإعلان الانتخابي المنظمة ؛ يجب إزالة جميع الإعلانات الانتخابية بحلول الساعة 23:59.                          |
| 17 أكتوبر 2020 (السبت)    | يوم الانتخابات - مراكز الاقتراع مفتوحة من الساعة 09:00 إلى الساعة 19:00. </br> يمكن للأشخاص التسجيل شخصيًا في أماكن الاقتراع. </br> صدرت النتائج الأولية للانتخابات تدريجياً بعد الساعة 19:00                                 |
| 30 أكتوبر 2020 (الجمعة)   | نشر نتائج الاستفتاء الأولية |
| 6 نوفمبر 2020 (الجمعة)    | إعلان النتائج الرسمية للانتخابات والاستفتاء |
| 12 نوفمبر 2020 (الخميس)   | عاد أمر الانتخاب ؛ التصريح الرسمي للأعضاء المنتخبين (خاضع للسرد القضائي) |

## الحملات الانتخابية

### حدود المصروفات ومخصصات البث

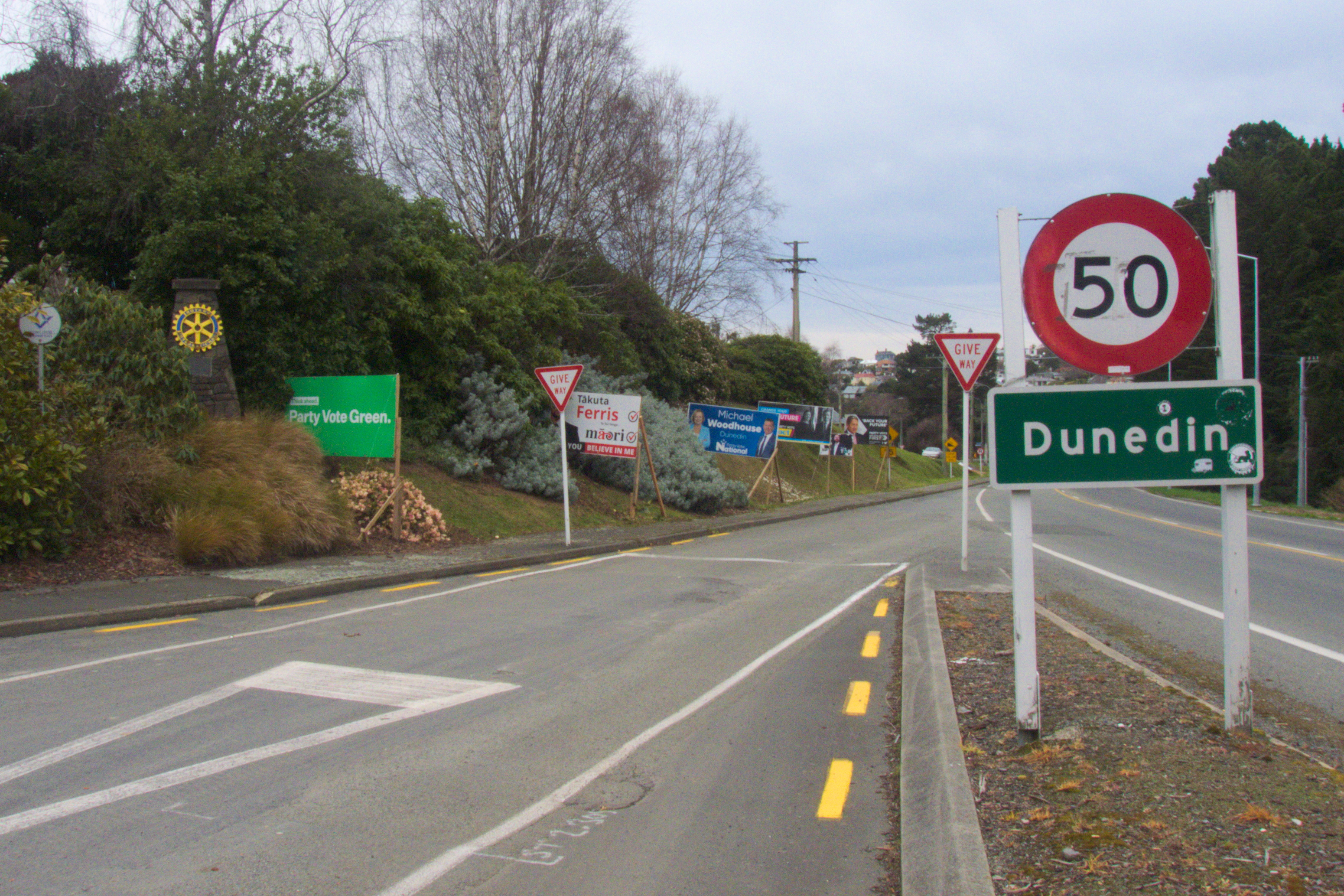
لوحات انتخابية تصطف على طريق دنيدن الشمالي السريع ، أغسطس 2020

خلال الفترة المنظمة التي تسبق يوم الانتخابات، تضع الأحزاب والمرشحون قيودًا على المبلغ الذي يمكنهم إنفاقه على الحملات الانتخابية. يتم تحديث الحدود كل عام لتعكس التضخم. ومن غير القانوني في نيوزيلندا أن تقوم بحملة في يوم الانتخابات نفسه، أو في نطاق 10 أمتار من مركز اقتراع مسبق.

## روابط خارجية
- موقع مفوضية الانتخابات
- الموقع الرسمي لنتائج الانتخابات